# Paris-Troyes 2017
La 59e édition de Paris-Troyes a lieu le 12 mars 2017. La course fait partie du calendrier UCI Europe Tour 2017 en catégorie 1.2.

## Présentation

### Équipes
Classé en catégorie 1.2 de l'UCI Europe Tour, Paris-Troyes est par conséquent ouvert aux équipes continentales professionnelles françaises, ainsi qu'à un maximum de deux étrangères, aux équipes continentales, aux équipes nationales et aux équipes régionales et de clubs.
Vingt-trois équipes participent à ce Paris-Troyes - trois équipes continentales professionnelles, dix équipes continentales et dix équipes régionales et de clubs :
| Équipes continentales professionnelles | Équipes continentales professionnelles | Équipes continentales professionnelles |
| Nom de l'équipe                        | Pays                                   | Code                                   |
| -------------------------------------- | -------------------------------------- | -------------------------------------- |
| Direct Énergie                         | France                                 | DEN                                    |
| Sport Vlaanderen-Baloise               | Belgique                               | SVB                                    |
| WB-Veranclassic-Aqua Protect           | Belgique                               | WVA                                    |

| Équipes continentales         | Équipes continentales | Équipes continentales |
| Nom de l'équipe               | Pays                  | Code                  |
| ----------------------------- | --------------------- | --------------------- |
| An Post-ChainReaction         | Irlande               | SKT                   |
| Armée de Terre                | France                | ADT                   |
| BHS-Almeborg Bornholm         | Danemark              | ABB                   |
| Euskadi Basque Country-Murias | Espagne               | EUS                   |
| HP BTP-Auber 93               | France                | AUB                   |
| Joker Icopal                  | Norvège               | TJI                   |
| Leopard                       | Luxembourg            | LPC                   |
| Roubaix Lille Métropole       | France                | RLM                   |
| Vorarlberg                    | Autriche              | VOL                   |
| Wiggins                       | Royaume-Uni           | WGN                   |

| Équipes régionales et de clubs   | Équipes régionales et de clubs | Équipes régionales et de clubs |
| Nom de l'équipe                  | Pays                           | Code                           |
| -------------------------------- | ------------------------------ | ------------------------------ |
| AVC Aix-en-Provence              | France                         | -                              |
| CC Étupes                        | France                         | -                              |
| CC Nogent-sur-Oise               | France                         | -                              |
| Chambéry CF                      | France                         | -                              |
| EFC-L&R-Vulsteke                 | Belgique                       | -                              |
| GSC Blagnac Vélo Sport 31        | France                         | -                              |
| Lotto-Soudal U23                 | Belgique                       | -                              |
| SCO Dijon                        | France                         | -                              |
| UV Aube-Club Champagne Charlott' | France                         | -                              |
| VC Rouen 76                      | France                         | -                              |

## Classements

### Classement final
| \| Classement général \| Classement général \| Classement général \| Classement général \| Classement général \| \| Coureur \| Coureur \| Pays \| Équipe \| Temps \| \| ------------------ \| ------------------ \| ------------------ \| ---------------------------- \| ------------------ \| \| 1er \| Yannis Yssaad \| France \| Armée de terre \| 4 h 12 min 21 s \| \| 2e \| Thomas Boudat \| France \| Direct Énergie \| + 0 s \| \| 3e \| Bert Van Lerberghe \| Belgique \| Sport Vlaanderen-Baloise \| + 0 s \| \| 4e \| Roy Jans \| Belgique \| WB-Veranclassic-Aqua Protect \| + 0 s \| \| 5e \| Jérémy Leveau \| France \| Roubaix Lille Métropole \| + 0 s \| \| 6e \| Justin Jules \| France \| WB-Veranclassic-Aqua Protect \| + 0 s \| \| 7e \| Damien Touzé \| France \| HP BTP-Auber 93 \| + 0 s \| \| 8e \| Maxime De Poorter \| Belgique \| EFC-L&R-Vulsteke \| + 0 s \| \| 9e \| Anders Skaarseth \| Norvège \| Joker Icopal \| + 0 s \| \| 10e \| Emiel Vermeulen \| Belgique \| Roubaix Lille Métropole \| + 0 s \| |                    |          |                              |                 |
| |                    |          |                              |                 |
| Sources : ProCyclingStats Cycling Quotient Cycling Archives |                    |          |                              |                 |
| Classement général |                    |          |                              |                 |
| Coureur | Coureur            | Pays     | Équipe                       | Temps           |
| 1er | Yannis Yssaad      | France   | Armée de terre               | 4 h 12 min 21 s |
| 2e | Thomas Boudat      | France   | Direct Énergie               | + 0 s           |
| 3e | Bert Van Lerberghe | Belgique | Sport Vlaanderen-Baloise     | + 0 s           |
| 4e | Roy Jans           | Belgique | WB-Veranclassic-Aqua Protect | + 0 s           |
| 5e | Jérémy Leveau      | France   | Roubaix Lille Métropole      | + 0 s           |
| 6e | Justin Jules       | France   | WB-Veranclassic-Aqua Protect | + 0 s           |
| 7e | Damien Touzé       | France   | HP BTP-Auber 93              | + 0 s           |
| 8e | Maxime De Poorter  | Belgique | EFC-L&R-Vulsteke             | + 0 s           |
| 9e | Anders Skaarseth   | Norvège  | Joker Icopal                 | + 0 s           |
| 10e | Emiel Vermeulen    | Belgique | Roubaix Lille Métropole      | + 0 s           |

### UCI Europe Tour
Ce Paris-Troyes attribue des points pour l'UCI Europe Tour 2017, par équipes seulement aux coureurs des équipes continentales professionnelles et continentales, individuellement à tous les coureurs sauf ceux faisant partie d'une équipe ayant un label WorldTeam.
| Position,          | 1er | 2e | 3e | 4e | 5e | 6e | 7e | 8e à 10e |
| Classement général | 40  | 30 | 25 | 20 | 15 | 10 | 5  | 3        |

## Liste des participants
| Légende | Légende                                                                    | Légende | Légende                                                    |
| ------- | -------------------------------------------------------------------------- | ------- | ---------------------------------------------------------- |
| Num     | Dossard de départ porté par le coureur sur ce Paris-Troyes                 | Pos     | Position à l'arrivée de la course                          |
|         | Indique un maillot de champion national ou mondial, suivi de sa spécialité | NP      | Indique un coureur qui n'a pas pris le départ de la course |
| AB      | Indique un coureur qui n'a pas terminé la course                           | HD      | Indique un coureur qui a terminé la course hors des délais |

| Roubaix Lille Métropole RLM | Roubaix Lille Métropole RLM | Roubaix Lille Métropole RLM |
| --------------------------- | --------------------------- | --------------------------- |
| Num                         | Coureur                     | Pos                         |
| 1                           | Jérémy Cabot (FRA)          |                             |
| 2                           | Julien Antomarchi (FRA)     |                             |
| 3                           | Joeri Calleeuw (BEL)        |                             |
| 4                           | Emiel Vermeulen (BEL)       |                             |
| 5                           | Jérémy Lecroq (FRA)         |                             |
| 6                           | Jérémy Leveau (FRA)         |                             |
| 7                           | Félix Pouilly (FRA)         |                             |
| 8                           | Nicolas Vereecken (BEL)     |                             |
| Directeur sportif :         |                             |                             |

| Direct Énergie DEN  | Direct Énergie DEN      | Direct Énergie DEN |
| ------------------- | ----------------------- | ------------------ |
| Num                 | Coureur                 | Pos                |
| 11                  | Ryan Anderson (CAN)     |                    |
| 12                  | Thomas Boudat (FRA)     |                    |
| 13                  | Romain Cardis (FRA)     |                    |
| 14                  | Jérémy Cornu (FRA)      |                    |
| 15                  | Fabien Grellier (FRA)   |                    |
| 16                  | Romain Guillemois (FRA) |                    |
| 17                  | Jonathan Hivert (FRA)   |                    |
| 18                  | Paul Ourselin (FRA)     |                    |
| Directeur sportif : |                         |                    |

| Sport Vlaanderen-Baloise SVB | Sport Vlaanderen-Baloise SVB | Sport Vlaanderen-Baloise SVB |
| ---------------------------- | ---------------------------- | ---------------------------- |
| Num                          | Coureur                      | Pos                          |
| 21                           | Piet Allegaert (BEL)         |                              |
| 22                           | Aimé De Gendt (BEL)          |                              |
| 23                           | Benjamin Declercq (BEL)      |                              |
| 24                           | Kevin Deltombe (BEL)         |                              |
| 25                           | Eliot Lietaer (BEL)          |                              |
| 26                           | Christophe Noppe (BEL)       |                              |
| 27                           | Bert Van Lerberghe (BEL)     |                              |
| 28                           | Kenneth Van Rooy (BEL)       |                              |
| Directeur sportif :          |                              |                              |

| WB-Veranclassic-Aqua Protect WVA | WB-Veranclassic-Aqua Protect WVA | WB-Veranclassic-Aqua Protect WVA |
| -------------------------------- | -------------------------------- | -------------------------------- |
| Num                              | Coureur                          | Pos                              |
| 31                               | Roy Jans (BEL)                   |                                  |
| 32                               | Ludwig De Winter (BEL)           |                                  |
| 33                               | Dimitri Peyskens (BEL)           |                                  |
| 34                               | Justin Jules (FRA)               |                                  |
| 35                               | Thomas Deruette (BEL)            |                                  |
| 36                               | Christophe Masson (FRA)          |                                  |
| 37                               | Antoine Warnier (BEL)            |                                  |
| 38                               | Ludovic Robeet (BEL)             |                                  |
| Directeur sportif :              |                                  |                                  |

| HP BTP-Auber 93 AUB | HP BTP-Auber 93 AUB       | HP BTP-Auber 93 AUB |
| ------------------- | ------------------------- | ------------------- |
| Num                 | Coureur                   | Pos                 |
| 41                  | Jérémy Bescond (FRA)      |                     |
| 42                  | Flavien Dassonville (FRA) |                     |
| 43                  | Alo Jakin (EST)           |                     |
| 44                  | Pierre Gouault (FRA)      |                     |
| 45                  | Kévin Le Cunff (FRA)      |                     |
| 46                  | Damien Touzé (FRA)        |                     |
| 47                  | Anthony Maldonado (FRA)   |                     |
| 48                  | Nicolas Baldo (FRA)       |                     |
| Directeur sportif : |                           |                     |

| Armée de Terre ADT  | Armée de Terre ADT      | Armée de Terre ADT |
| ------------------- | ----------------------- | ------------------ |
| Num                 | Coureur                 | Pos                |
| 51                  | Bryan Alaphilippe (FRA) |                    |
| 52                  | Bastien Duculty (FRA)   |                    |
| 53                  | Damien Gaudin (FRA)     |                    |
| 54                  | Yann Guyot (FRA)        |                    |
| 55                  | Jordan Levasseur (FRA)  |                    |
| 56                  | Stéphane Poulhiès (FRA) |                    |
| 57                  | Thomas Rostollan (FRA)  |                    |
| 58                  | Steven Tronet (FRA)     |                    |
| Directeur sportif : |                         |                    |

| EFC-L&R-Vulsteke    | EFC-L&R-Vulsteke            | EFC-L&R-Vulsteke |
| ------------------- | --------------------------- | ---------------- |
| Num                 | Coureur                     | Pos              |
| 61                  | Cédric Beullens (BEL)       |                  |
| 62                  | Jorden De Haes (BEL)        |                  |
| 63                  | Maxime Depoorter (BEL)      |                  |
| 64                  | Tom Vandermosten (BEL)      |                  |
| 65                  | Viktor Verschaeve (BEL)     |                  |
| 66                  | Julien Van Den Brande (BEL) |                  |
| 67                  | Jordi Warlop (BEL)          |                  |
| 68                  | Thimo Willems (BEL)         |                  |
| Directeur sportif : |                             |                  |

| Joker Icopal TJI    | Joker Icopal TJI           | Joker Icopal TJI |
| ------------------- | -------------------------- | ---------------- |
| Num                 | Coureur                    | Pos              |
| 71                  | Ole Forfang (NOR)          |                  |
| 72                  | Anders Skaarseth (NOR)     |                  |
| 73                  | Tobias Foss (NOR)          |                  |
| 74                  | Bjørn Tore Hoem (NOR)      |                  |
| 75                  | Kristoffer Skjerping (NOR) |                  |
| 76                  | Carl Fredrik Hagen (NOR)   |                  |
| 77                  | Adrian Aas Stien (NOR)     |                  |
| 78                  | Markus Hoelgaard (NOR)     |                  |
| Directeur sportif : |                            |                  |

| Euskadi Basque Country-Murias EUS | Euskadi Basque Country-Murias EUS | Euskadi Basque Country-Murias EUS |
| --------------------------------- | --------------------------------- | --------------------------------- |
| Num                               | Coureur                           | Pos                               |
| 81                                | Mikel Bizkarra (ESP)              |                                   |
| 82                                | Garikoitz Bravo (ESP)             |                                   |
| 83                                | Beñat Txoperena (ESP)             |                                   |
| 84                                | Imanol Estevez (ESP)              |                                   |
| 85                                | Óscar Rodríguez (ESP)             |                                   |
| 86                                | Aritz Bagües (ESP)                |                                   |
| 87                                | Eneko Lizarralde (ESP)            |                                   |
| 88                                | Aitor González Prieto (ESP)       |                                   |
| Directeur sportif :               |                                   |                                   |

| Wiggins WGN         | Wiggins WGN                | Wiggins WGN |
| ------------------- | -------------------------- | ----------- |
| Num                 | Coureur                    | Pos         |
| 91                  | Corentin Ermenault (FRA)   |             |
| 92                  | Leonardo Fedrigo (ITA)     |             |
| 93                  | Robert Scott (GBR)         |             |
| 94                  | Dylan Kerfoot-Robson (GBR) |             |
| 95                  | Joey Walker (GBR)          |             |
| 96                  | Christopher Latham (GBR)   |             |
| 97                  | Samuel Harrison (GBR)      |             |
| 98                  | Rhys Howells (GBR)         |             |
| Directeur sportif : |                            |             |

| BHS-Almeborg Bornholm ABB | BHS-Almeborg Bornholm ABB   | BHS-Almeborg Bornholm ABB |
| ------------------------- | --------------------------- | ------------------------- |
| Num                       | Coureur                     | Pos                       |
| 101                       | Morten Øllegaard (DEN)      |                           |
| 102                       | Jesper Juul Andreasen (DEN) |                           |
| 103                       | Soren Siggaard (DEN)        |                           |
| 104                       | Christoffer Lisson (DEN)    |                           |
| 105                       | Emil Toudal (DEN)           |                           |
| 106                       | Simon Bigum (DEN)           |                           |
| 107                       | Martin Madsen (DEN)         |                           |
| 108                       | Alexander Salby (DEN)       |                           |
| Directeur sportif :       |                             |                           |

| Lotto-Soudal U23    | Lotto-Soudal U23          | Lotto-Soudal U23 |
| ------------------- | ------------------------- | ---------------- |
| Num                 | Coureur                   | Pos              |
| 111                 | Ruben Apers (BEL)         |                  |
| 112                 | Jonas Castrique (BEL)     |                  |
| 113                 | Stan Dewulf (BEL)         |                  |
| 114                 | Ruben Apers (BEL)         |                  |
| 115                 | Emiel Planckaert (BEL)    |                  |
| 116                 | Bram Van Renterghem (BEL) |                  |
| 117                 | Thomas Vereecken (BEL)    |                  |
| 118                 | Brent Van Moer (BEL)      |                  |
| Directeur sportif : |                           |                  |

| Vorarlberg          | Vorarlberg                | Vorarlberg |
| ------------------- | ------------------------- | ---------- |
| Num                 | Coureur                   | Pos        |
| 121                 | Sebastian Baldauf (GER)   |            |
| 122                 | Manuel Bosch (SUI)        |            |
| 123                 | Žolt Der (HUN)            |            |
| 124                 | Maximilian Hammerle (AUT) |            |
| 125                 | Patrick Jäger (AUT)       |            |
| 126                 | Lukas Meiler (GER)        |            |
| 127                 | Martin Meiler (GER)       |            |
| 128                 |                           |            |
| Directeur sportif : |                           |            |

| An Post-ChainReaction SKT | An Post-ChainReaction SKT      | An Post-ChainReaction SKT |
| ------------------------- | ------------------------------ | ------------------------- |
| Num                       | Coureur                        | Pos                       |
| 131                       | Jonas Bokeloh (GER)            |                           |
| 132                       | Matthew Teggart (IRL)          |                           |
| 133                       | Bas Tietema (NED)              |                           |
| 134                       | Przemysław Kasperkiewicz (POL) |                           |
| 135                       | Sean Mackinnon (CAN)           |                           |
| 136                       | Conor Hennerby (IRL)           |                           |
| 137                       | Davy Gunst (NED)               |                           |
| 138                       | Jacob Scott (GBR)              |                           |
| Directeur sportif :       |                                |                           |

| Leopard LPC         | Leopard LPC              | Leopard LPC |
| ------------------- | ------------------------ | ----------- |
| Num                 | Coureur                  | Pos         |
| 141                 | Jan Dieteren (GER)       |             |
| 142                 | Pit Leyder (LUX)         |             |
| 143                 | John Mandrysch (GER)     |             |
| 144                 | Gaëtan Pons (LUX)        |             |
| 145                 | Charlie Quarterman (GBR) |             |
| 146                 | Jens Reynders (BEL)      |             |
| 147                 | Pit Schlechter (LUX)     |             |
| 148                 | Laurent Vanden Bak (BEL) |             |
| Directeur sportif : |                          |             |

| CC Nogent-sur-Oise  | CC Nogent-sur-Oise       | CC Nogent-sur-Oise |
| ------------------- | ------------------------ | ------------------ |
| Num                 | Coureur                  | Pos                |
| 151                 | Romain Bacon (FRA)       |                    |
| 152                 | Nicolas Garbet (FRA)     |                    |
| 153                 | Sébastien Havot (FRA)    |                    |
| 154                 | Thomas Joly (FRA)        |                    |
| 155                 | Kévin Lalouette (FRA)    |                    |
| 156                 | Samuel Leroux (FRA)      |                    |
| 157                 | Clément Penven (FRA)     |                    |
| 158                 | Guillaume Thévenot (FRA) |                    |
| Directeur sportif : |                          |                    |

| SCO Dijon           | SCO Dijon                | SCO Dijon |
| ------------------- | ------------------------ | --------- |
| Num                 | Coureur                  | Pos       |
| 161                 | Mathieu Pellegrin (FRA)  |           |
| 162                 | Guillaume Gauthier (FRA) |           |
| 163                 | Adrien Guillonnet (FRA)  |           |
| 164                 | Louis Louvet (FRA)       |           |
| 165                 | Alexandre Pacot (FRA)    |           |
| 166                 | Benjamin Pascual (FRA)   |           |
| 167                 | Mathieu Rigollot (FRA)   |           |
| 168                 | Julien Souton (FRA)      |           |
| Directeur sportif : |                          |           |

| VC Rouen 76         | VC Rouen 76            | VC Rouen 76 |
| ------------------- | ---------------------- | ----------- |
| Num                 | Coureur                | Pos         |
| 171                 | Enzo Anti (FRA)        |             |
| 172                 | Wilfried Canales (FRA) |             |
| 173                 | Alexis Guérin (FRA)    |             |
| 174                 | Sylvain Montana (FRA)  |             |
| 175                 | Fabien Rondeau (FRA)   |             |
| 176                 | Christopher Piry (FRA) |             |
| 177                 | Risto Raid (EST)       |             |
| 178                 | Melvin Rullière (FRA)  |             |
| Directeur sportif : |                        |             |

| GSC Blagnac Vélo Sport 31 | GSC Blagnac Vélo Sport 31        | GSC Blagnac Vélo Sport 31 |
| ------------------------- | -------------------------------- | ------------------------- |
| Num                       | Coureur                          | Pos                       |
| 181                       | Stefan Bennett (GBR)             |                           |
| 182                       | Louis Chavales (FRA)             |                           |
| 183                       | Roman Kohl (FRA)                 |                           |
| 184                       | Olivier Le Court de Billot (FRA) |                           |
| 185                       | Flavien Maurelet (FRA)           |                           |
| 186                       | Maxence Moncassin (FRA)          |                           |
| 187                       | Yoän Vérardo (FRA)               |                           |
| 188                       | Boris Zimine (FRA)               |                           |
| Directeur sportif :       |                                  |                           |

| CC Étupes           | CC Étupes                | CC Étupes |
| ------------------- | ------------------------ | --------- |
| Num                 | Coureur                  | Pos       |
| 191                 | Alexys Brunel (FRA)      |           |
| 192                 | Rémi Aubert (FRA)        |           |
| 193                 | Mark Downey (IRL)        |           |
| 194                 | Matthieu Garnier (FRA)   |           |
| 195                 | Pierre Idjouadiene (FRA) |           |
| 196                 | Arnaud Pfrimmer (FRA)    |           |
| 197                 | Paul Sauvage (FRA)       |           |
| 198                 | Romain Seigle (FRA)      |           |
| Directeur sportif : |                          |           |

| AVC Aix-en-Provence | AVC Aix-en-Provence        | AVC Aix-en-Provence |
| ------------------- | -------------------------- | ------------------- |
| Num                 | Coureur                    | Pos                 |
| 201                 | Alex Braybrooke (GBR)      |                     |
| 202                 | Mathieu Caramel (FRA)      |                     |
| 203                 | Florent Castellarnau (FRA) |                     |
| 204                 | Matthieu Converset (FRA)   |                     |
| 205                 | Elie de Carvalho (FRA)     |                     |
| 206                 | Ivan Schmitz (FRA)         |                     |
| 207                 | Grégoire Tarride (FRA)     |                     |
| 208                 | Julien Trarieux (FRA)      |                     |
| Directeur sportif : |                            |                     |

| Chambéry CF         | Chambéry CF                | Chambéry CF |
| ------------------- | -------------------------- | ----------- |
| Num                 | Coureur                    | Pos         |
| 211                 | Benoît Cosnefroy (FRA)     |             |
| 212                 | Guillaume Millasseau (FRA) |             |
| 213                 | Jaap de Jong (NED)         |             |
| 214                 | Kevin Geniets (FRA)        |             |
| 215                 | Robin Meyer (FRA)          |             |
| 216                 | Hugo Pigeon (FRA)          |             |
| 217                 | Rémy Rochas (FRA)          |             |
| 218                 |                            |             |
| Directeur sportif : |                            |             |

| UV Aube-Club Champagne Charlott' | UV Aube-Club Champagne Charlott' | UV Aube-Club Champagne Charlott' |
| -------------------------------- | -------------------------------- | -------------------------------- |
| Num                              | Coureur                          | Pos                              |
| 221                              | Kévin Couture (FRA)              |                                  |
| 222                              | David de Las Cuevas (FRA)        |                                  |
| 223                              | Joris Ducrocq (FRA)              |                                  |
| 224                              | Dylan Guinet (FRA)               |                                  |
| 225                              | Florian Heymans (FRA)            |                                  |
| 226                              | Nicolas Toulouse (FRA)           |                                  |
| 227                              | Mathieu Urbain (FRA)             |                                  |
| 228                              |                                  |                                  |
| Directeur sportif :              |                                  |                                  |